# Batnfjordsøra
Batnfjordsøra is een plaats in de Noorse gemeente Gjemnes, provincie Møre og Romsdal. Batnfjordsøra telt 330 inwoners (2007) en heeft een oppervlakte van 0,46 km².